# Viburnum lantana
Viburnum lantana es una especie de planta fanerógama de la familia de las adoxáceas.

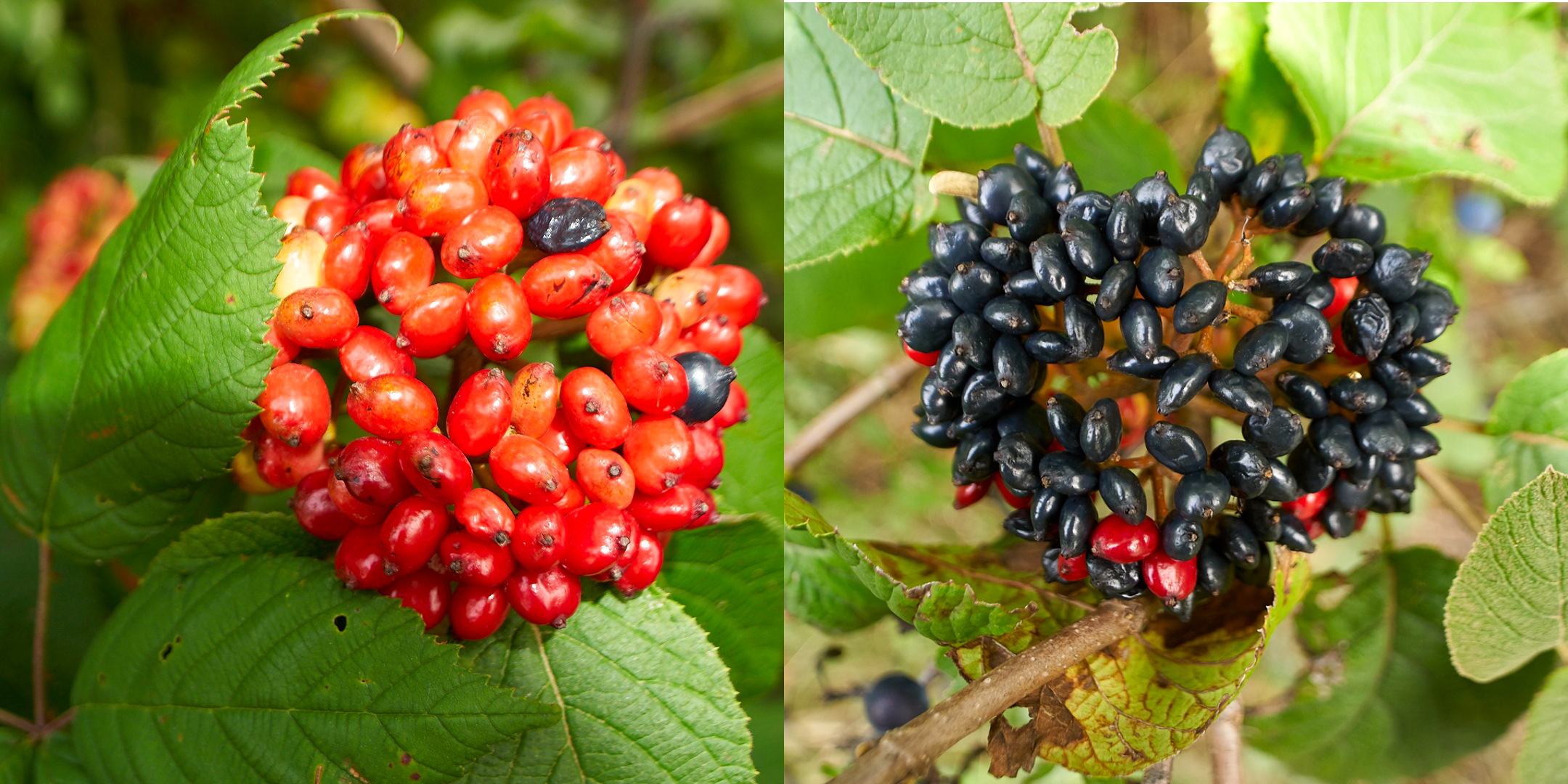
Viburnum lantana con frutos rojos, inmaduros y negros maduros simultáneamente

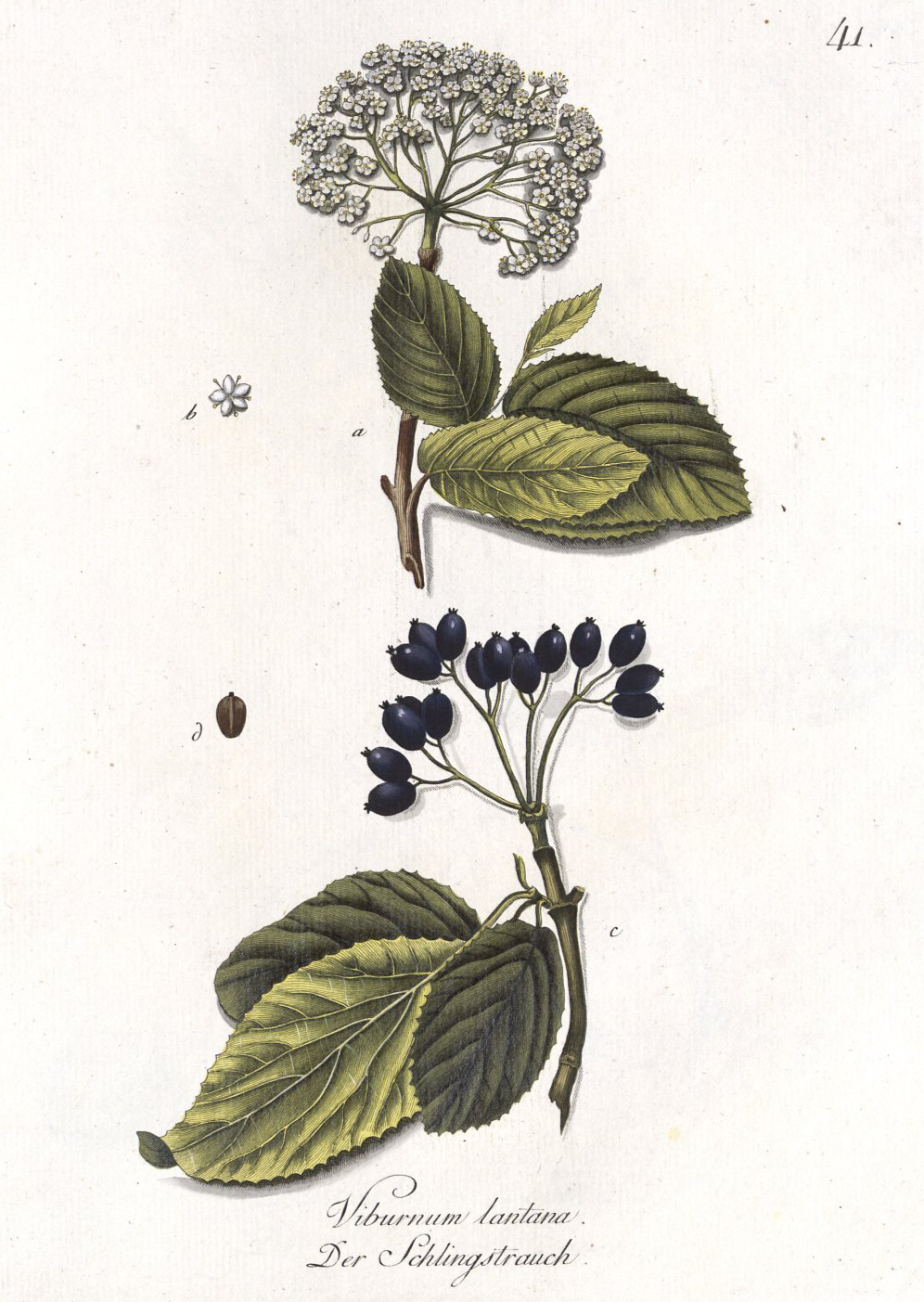
Ilustración

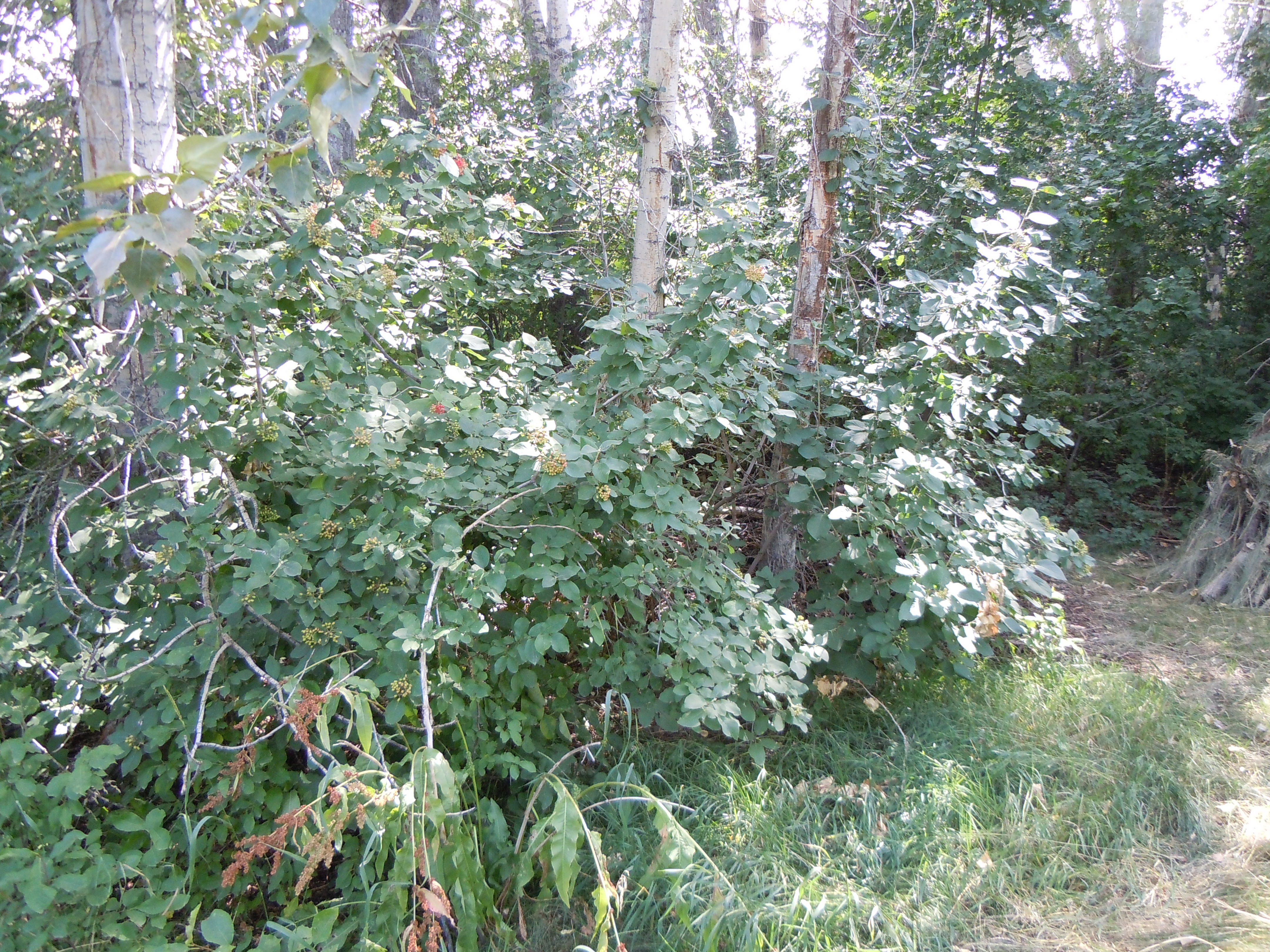
Vista de la planta en su hábitat

## Descripción
Arbusto caducifolio o pequeño árbol que puede alcanzar los 4 a 5 m de altura. Las ramas son vellosas, grisáceas y flexibles. Las hojas son opuestas, ovadas a lanceoladas de unos 6-13 cm de ancho y 4-9 de largo con márgenes finamente aserrados. El envés es densamente velloso con  nervios muy prominentes. Las pequeñas flores (5 mm) hermafroditas, de color blanco cremoso, nacen en corimbos terminales y densos de 4-10 cm de diámetro. La corola consta de 5 pétalos soldados, los cuales forman un tubo largo en su base. Florece a principios de verano y es polinizada por insectos. El fruto es una drupa oblonga comprimida de 8 mm de largo, verde al principio, tornándose roja y finalmente negra al madurar. Los pájaros dispersan las semillas cuando  comen el fruto y las van diseminando en sus deposiciones.

## Distribución y hábitat
Es nativa de la Europa central, meridional y occidental, de la región noroeste de África y el suroeste de Asia
En España se distribuye por la región mediterránea, principalmente en los bosques caducifolios secos (robledales de Quercus pubescens o quejigales de Quercus faginea) y sus comunidades de degradación (bojedos, etc.). También se puede encontrar en bosques caducifolios más húmedos.

## Cultivo y usos
Habitualmente, se cultiva como planta ornamental por sus flores y bayas, creciendo óptimamente en suelos alcalinos.
Tiene propiedades medicinales y uso para mobiliario, construcción y herramientas.
El fruto es ligeramente tóxico y puede ocasionar vómitos y diarrea si se ingiere en grandes cantidades.

## Taxonomía
Viburnum lantana fue descrita por  Carlos Linneo y publicado en Species Plantarum 1: 268. 1753.
Etimología
Viburnum: nombre genérico del nombre clásico latino de una especie de este género, Viburnum lantana, llamada el "árbol caminante".
lantana: epíteto latino en referencia a que la inflorescencia es similar al género Lantana.
sinonimia
- Viburnum lantana var. sphaerocarpum Gray ex Fern.[7]
- Viburnum tomentosum Lam. [1779]
- Viburnum pallidum Salisb. [1796]
- Viburnum farinosum Stokes[8]

## Nombre común
- Castellano: barbadejo, barbaleña, barbatijo, barbatil, barbatilla, cabritilla, carájula, copos de nieve, cornahuelo, cornihuelo, cuernahuelo, flor de bandera, lantana, manzana, manzano, marmaratilla, matacana, matacano, matacán, matagente, mentironera, morrionera, morriones, palo bruja, pata de gallina, patagallina, pierno, revienta gallinas, uvas de perro, vetilaina, viburno, viburno común, vitilaina.[9]